# 和盛乡
和盛乡是中国黑龙江省齐齐哈尔市讷河市下辖的一个乡。

## 行政区划
桥头溪乡下辖以下地区：
和盛村、和义村、万宝村、农乐村、仁厚村、高升村、复兴村、新祥村、华升村和南阳村。